# اولین مایر
 اوِلین مایر (ایتالیایی: Evelyn Mayr؛ زاده ۱۲ مهٔ ۱۹۸۹) یک تنیس‌باز اهل ایتالیا است.